# Гайван, Иван Фёдорович
Иван Фёдорович Гайван — молдавский боксёр, пятикратный чемпион Молдовы по боксу (1995—1999) в среднем весе, бронзовый призёр чемпионата Европы 2002, чемпион Мира по боксу в составе сборной Норвегии (2000).
Мастер спорта международного класса по боксу. В 1997 году признан лучшим боксёром[кем?]. Выходит в ТОП 20 лучших боксёров Республики Молдовы по боксу.
На профессиональном ринге провёл 10 боёв, одержал 8 побед (4 нокаутом) и потерпел 2 поражения. Был чемпионом второстепенного титула чемпиона Европы по боксу. Завершил карьеру в 2010 году.
Был введён в зал «Боксёрской Славы» в 2015 году.